# الوحدة الإقليمية ذاتية الحكم في ترانسنيستريا
الوحدة الإقليمية ذاتية الحكم في ترانسنيستريا، رسميا الوحدة الإدارية الإقليمية للضفة اليسرى من دنيستر ( (بالرومانية: Unitățile Administrativ-Teritoriale din stînga Nistrului (Transnistria))‏ ؛ (بالروسية: Административно-территориальные единицы левобережья Днестра (Приднестровья))‏ ؛ (بالأوكرانية: Автономне територіальне утворення з особливим правовим статусом Придністров'я)‏ )، هي وحدة إدارية رسمية في مولدوفا أنشأتها حكومة مولدوفا لترسيم الأراضي التي تسيطر عليها جمهورية بريدنيستروفيا المولدوفية غير المعترف بها.

## التاريخ
بعد تفكك الاتحاد السوفيتي في عام 1991، اندلعت حرب ترانسنيستريا بين جمهورية مولدوفا والدولة غير المعترف بها بريدنيستروفيا المولدافية على أراضي جمهورية مولدوفا الاشتراكية السوفيتية السابقة. منذ نهاية الحرب، كانت مولدوفا تطالب بالأراضي، لكنها كانت تسيطر عليها جمهورية بريدنيستروفيا المولدافية. هناك أراضي تطالب بها جمهورية بريدنيستروفيا المولدافية، التي تسيطر عليها مولدوفا.
في 22 يوليو 2005، أنشأت الوحدة الإقليمية المستقلة ذات الوضع القانوني الخاص ترانسنيستريا في مولدوفا.

## منطقة
تتطابق أراضي الوحدة الإقليمية ذاتية الحكم ترانسنيستريا في الغالب مع إقليم جمهورية بريدنيستروفيا المولدافية، ولكن هناك اختلافان مهمان:
- بيندر مدرجة في جمهورية بريدنيستروفيا المولدافية، لكنها مستبعدة من الوحدات الإدارية الإقليمية في الضفة اليسرى من دنيستر.
- الأراضي التي تطالب بها جمهورية بريدنيستروفيا المولدافية ولكنها تسيطر عليها مولدوفا من الوحدة الإقليمية المستقلة ذات الوضع القانوني الخاص ترانسنيستريا . وتشمل هذه المناطق منطقة دوباساري، منطقة Causeni، و Anenii منطقة نوي .

## المستوطنات
هناك 147 مستوطنة في ترانسنيستريا (مستوطنات على الضفة الشرقية لنهر دنيستر): بلدية واحدة، 9 مدن، مستوطنتان هي أجزاء من المدن، 69 قرية (البلديات)، و 135 مستوطنة هي أجزاء من القرى (البلديات).

## روابط خارجية
- باللغة الرومانية Law № 173 from 22.07.2005 "About main notes about special legal status of settlements of left bank of Dnestr (Transnistria)"
- باللغة الروسية Law № 173 from 22.07.2005 "About main notes about special legal status of settlements of left bank of Dnestr (Transnistria)"